# Дилросун, Джавайро
Джавайро Джорено Фаустино Дилросун (нидерл. Javairô Joreno Faustino Dilrosun; род. 22 июня 1998, Амстердам) — нидерландский футболист, крайний нападающий мексиканского клуба «Америка». Выступал за сборную Нидерландов.

## Клубная карьера

### Ранние годы
Джавайро Дилросун родился 22 июня 1998 года в Амстердаме. Начал заниматься футболом в четыре года, позже присоединился к детской команде АСВ «Арсенал». Клубу пришлось просить у футбольного союза Нидерландов разрешение на выступление Дилросуна за команду в матчах, так как игрок был слишком молод. Своими выступлениями Джавайро быстро привлёк к себе внимание академий ведущих команд страны и в 2006 году перешёл в состав футбольной академии «Аякса», где восемь лет выступал за команды всех возрастов. Летом 2014 года игрок перешёл в «Манчестер Сити», так как не видел дальнейших перспектив в своих выступлениях за «Аякс».
Четыре сезона Дилросун выступал за молодёжный состав «Сити», проведя 27 матчей в Премьер-лиге 2 и 8 матчей в Юношеской лиге УЕФА. Выступлениями за основную команду футболист не отметился. По окончании сезона 2017/18 контракт игрока с английской командой подходил к концу и несмотря на то, что «Манчестер Сити» предложил Джавайро новый, 3 мая 2018 года клуб немецкой Бундеслиги «Герта» объявил о подписании с Дилросуном долгосрочного контракта на четыре года, начиная с 1 июля 2018 года. Сообщалось, что интерес к игроку также проявляли «Бенфика», «Ливерпуль», «Ювентус», а также некоторые клубы из Германии.

### «Герта»
Первые официальные матчи в Германии Дилросун провёл в августе за резервную команду «Герты» в Региональной лиге. 2 сентября 2018 года игрок дебютировал в чемпионате Германии, заменив в начале гостевого матча против «Шальке» травмировавшегося Карима Рекика. На 15-й минуте встречи с передачи Дилросуна Ондрей Дуда забил первый гол в матче. Игра завершилась победой «Герты» со счётом 2:0. 15 сентября Дилросун впервые вышел на поле в стартовом составе в чемпионате и в этом же матче забил свой первый гол в Бундеслиге, открыв счёт в гостевой игре против «Вольфсбурга», завершившейся со счётом 2:2. В ноябре во время выступлений за сборную Нидерландов Джавайро получил травму. Оправившись от неё, он принял участие в товарищеском матче против «Айнтрахта» из Брауншвейга, который состоялся 31 января 2019 года. В ходе игры футболист вновь травмировался и был вынужден замениться.

### «Бордо»
31 августа 2021 года был отдан в аренду во французский клуб «Бордо» на сезон с правом выкупа.

## Карьера в сборной
Джавайро Дилросун выступал за юношеские и молодёжные сборные Нидерландов всех возрастов. Первый раз он был вызван в юношескую сборную до 15 лет в апреле 2013 года для участия в товарищеских матчах, где в 4 матчах отличился один раз, забив гол в игре против Германии. 13 февраля 2015 года в матче юношеской сборной Нидерландов до 17 лет Дилросун забил три мяча в ворота Англии. В составе сборной до 17 лет игрок Джавайро участие в чемпионате Европы 2015 года, сыграв во всех трёх матчах группового этапа, в раунд плей-офф Нидерланды не пробились, уступив место в группе Англии и Италии. Летом 2017 года Дилросун в составе сборной Нидерландов до 19 лет принял участие в чемпионате Европы, где сыграл во всех матчах своей команды и вместе с ней пробился в полуфинал, в котором Нидерланды уступили Португалии со счётом 0:1. На турнире футболист отметился двумя голевыми передачами в первом матче группового этапа против сборной Германии.
Осенью 2018 года главный тренер основной сборной Нидерландов Рональд Куман пригласил Джавайро в расположение команды, 9 ноября было объявлено о включении Дилросуна в заявку для участия в матчах Лиги наций УЕФА против Франции и Германии. Футболист дебютировал за сборную Нидерландов 19 ноября 2018 года в матче против Германии. Он появился на поле после перерыва между таймами, заменив травмировавшегося Райана Бабеля. Однако через 21 минуту Дилросун сам получил травму и был обратно заменён на Люка де Йонга. Тем самым Джавайро стал первым игроком сборной Нидерландов, который в дебютном матче вышел на замену, а затем был заменён сам.

## Игровая характеристика
По словам футболиста в детстве он много играл в уличный футбол и многие из своих футбольных навыков приобрёл играя на улице. Дилросун обладает хорошей скоростью и техникой, отточенной выступлениями за академии «Аякса» и «Манчестер Сити», может сыграть как на любом из флангов, так и на позиции центрального нападающего.

## Вне футбола
Джавайро Дилросун увлекается видеоиграми, в частности на PlayStation.
Является племянником чемпиона Европы 1988 года в составе Нидерландов Гералда Ваненбурга.

## Достижения
«Фейеноорд»
- Чемпион Нидерландов: 2022/23

Сборная Нидерландов
- Бронзовый призёр (полуфиналист) чемпионата Европы 2017 года среди юношей до 19 лет

## Статистика выступлений

### Клубная статистика
| Клуб                       | Сезон            | Лига | Лига | Кубок | Кубок | Прочие | Прочие | Итого | Итого |
| Клуб                       | Сезон            | Игры | Голы | Игры  | Голы  | Игры   | Голы   | Игры  | Голы  |
| -------------------------- | ---------------- | ---- | ---- | ----- | ----- | ------ | ------ | ----- | ----- |
| Манчестер Сити (до 23 лет) | 2017/18          | —    | —    | —     | —     | 2      | 0      | 2     | 0     |
| Манчестер Сити (до 23 лет) | Итого            | —    | —    | —     | —     | 2      | 0      | 2     | 0     |
| Герта II                   | 2018/19          | 2    | 0    | —     | —     | —      | —      | 2     | 0     |
| Герта II                   | Итого            | 2    | 0    | —     | —     | —      | —      | 2     | 0     |
| Герта                      | 2018/19          | 10   | 2    | 1     | 0     | —      | —      | 11    | 2     |
| Герта                      | Итого            | 10   | 2    | 1     | 0     | —      | —      | 11    | 2     |
| Всего за карьеру           | Всего за карьеру | 12   | 2    | 1     | 0     | 2      | 0      | 15    | 2     |

### Статистика за сборную
| Сборная    | Год   | Отборочные матчи ЧМ | Отборочные матчи ЧМ | Финальные матчи ЧМ | Финальные матчи ЧМ | Отборочные матчи ЧЕ | Отборочные матчи ЧЕ | Финальные матчи ЧЕ | Финальные матчи ЧЕ | Лига Наций УЕФА | Лига Наций УЕФА | Товарищеские матчи | Товарищеские матчи | Итого | Итого |
| Сборная    | Год   | Игры                | Голы                | Игры               | Голы               | Игры                | Голы                | Игры               | Голы               | Игры            | Голы            | Игры               | Голы               | Игры  | Голы  |
| ---------- | ----- | ------------------- | ------------------- | ------------------ | ------------------ | ------------------- | ------------------- | ------------------ | ------------------ | --------------- | --------------- | ------------------ | ------------------ | ----- | ----- |
| Нидерланды | 2018  | —                   | —                   | —                  | —                  | —                   | —                   | —                  | —                  | 1               | 0               | —                  | —                  | 1     | 0     |
| Итого      | Итого | —                   | —                   | —                  | —                  | —                   | —                   | —                  | —                  | 1               | 0               | —                  | —                  | 1     | 0     |

### Матчи Дилросуна за сборную Нидерландов
| Матчи Дилросуна за сборную Нидерландов | Матчи Дилросуна за сборную Нидерландов | Матчи Дилросуна за сборную Нидерландов | Матчи Дилросуна за сборную Нидерландов | Матчи Дилросуна за сборную Нидерландов | Матчи Дилросуна за сборную Нидерландов |
| -------------------------------------- | -------------------------------------- | -------------------------------------- | -------------------------------------- | -------------------------------------- | -------------------------------------- |
| №                                      | Дата                                   | Соперник                               | Счёт                                   | Голы Дилросуна                         | Соревнование                           |
| 1                                      | 19 ноября 2018                         | Германия                               | 2:2                                    | —                                      | Лига наций УЕФА 2018/2019              |

Итого: 1 матч / 0 голов; 0 побед, 1 ничья, 0 поражений.